# Ján Cikker
Ján Cikker (Besztercebánya, 1911. július 11. – Pozsony, 1989. december 21.) szlovák zeneszerző, tanár. Új színt jelentett a szlovák opera történetében az ő fellépése. Zenéjében  népzenei elemeket is felhasznált. Mária Cikkerová fia.

## Életpályája
Tanulmányait Besztercebányán, Prágában és Felix Weingartnernél Bécsben végezte. 1939 és 1951 között a pozsonyi konzervatórium tanára volt. Közben 1945 és 1948 között a helyi Operaház dramaturgjaként is működött. 1951 és 1977 között a pozsonyi zeneművészet főiskola professzora volt. 

## Társadalmi szerepvállalása
- 1970 és 1977 között a Szlovák Színházi Tanács tagja,
- 1975 és 1977 között a Csehszlovák Zenei Tanács elnöke volt.

## Művei
Két népi hangú operája, a Juro Janošik  és a Beg Bajazid  a szabadító opera hagyományaihoz kapcsolódott. Cikker ezután az egyetemes emberi témák felé fordult. 1959-ben Mr. Scrooge címmel Charles Dickens Karácsonyi énekét adoptálta operaszínpadra, majd 1962-ben Lev Nyikolajevics Tolsztoj Feltámadás című regénye nyomán írt operát.

### Operái
- Juro Jánošík (1950-1953), librettó: Štefan Hoza
- Beg Bajazid (1957)
- Mister Scrooge (1959)
- Feltámadás (1959–1961)
- Hra o láske a smrti (1966)
- Meteor, részlet, (1966)
- Coriolanus (1970–1972)
- Rozsudok (1976-1978)
- Obliehanie Bystrice (1979–1981)
- Zo života hmyzu (1984–1986)
- Antigóna, részlet, (1987–1989)